# Nordhavn (metrostation)
Nordhavn is een ondergronds metrostation van de Metro van Kopenhagen aan de Nordhavnlinje in de Deense hoofdstad Kopenhagen. Het station is het overstappunt tussen metrolijn M4 en de S-Tog-lijnen die het gelijknamige S-Tog station aandoen.

## Geschiedenis
Op 3 januari 1996 besloot Kopenhagen tot de aanleg van een automatische metro om de stad te verbinden met nieuwe woonwijken en bedrijfsterreinen die op Amager zouden worden opgetrokken. Deze zogeheten Ørestadsbanen kreeg Nørreport als eindpunt in de stad. In 1998 gingen de tunnelboormachines aan de slag en al snel werden plannen voorgelegd voor meer metrolijnen in de stad. Deze plannen omvatten een ringlijn met zijtakken, waarbij de ringlijn als M3 werd aangeduid en de zijtakken een noord-zuidlijn M4 zouden vormen, die in de binnenstad dezelfde sporen gebruikt als de ringlijn. De noordtak zou aftakken bij Nørrebro, maar er werd besloten om het herontwikkelingsgebied rond de noordhaven te ontsluiten met een bovengrondse metrolijn. Voor de verbinding tussen deze lijn, de Nordhavnslinje, en de rest van de metro werd de noordelijke aftakking naar Østerport verplaatst, bovendien werd bij S-Tog station Nordhavn een metrostation gepland. De Nordhavnslinje werd op 20 juni 2012 goedgekeurd en op 28 maart 2020 geopend. 

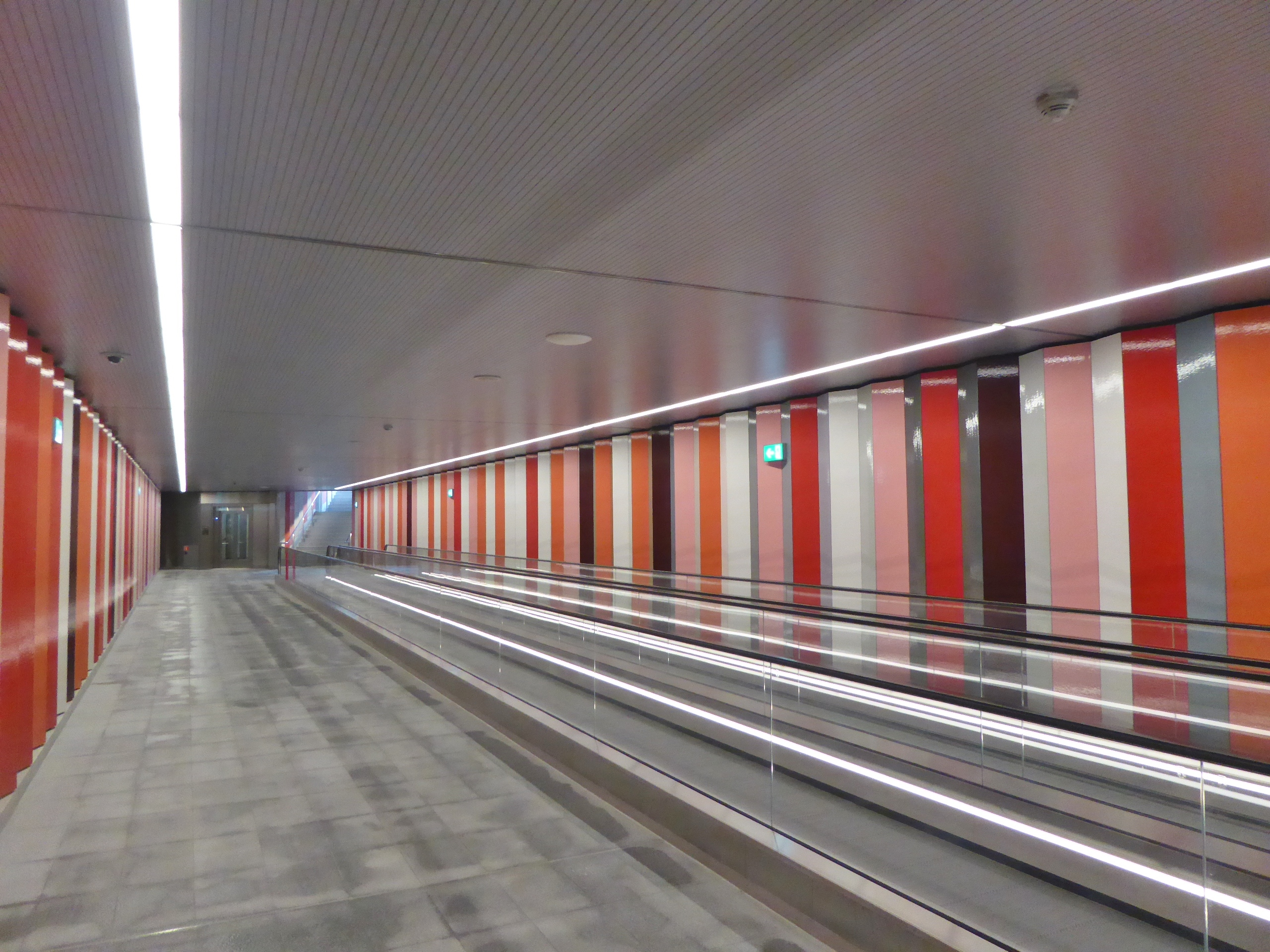
De reizigerstunnel met op de achtergrond de westelijke toegang.
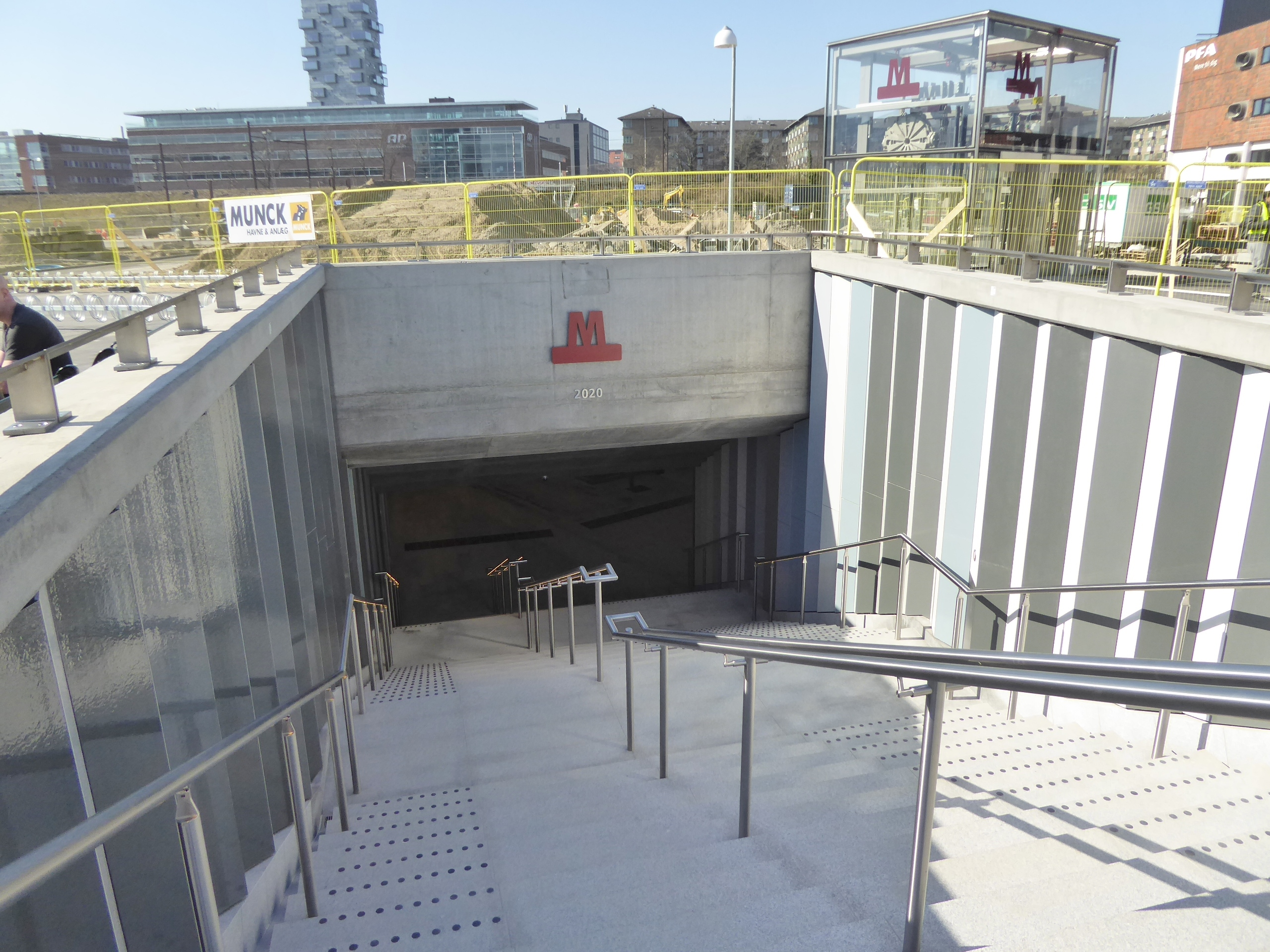
De oostelijke toegang.
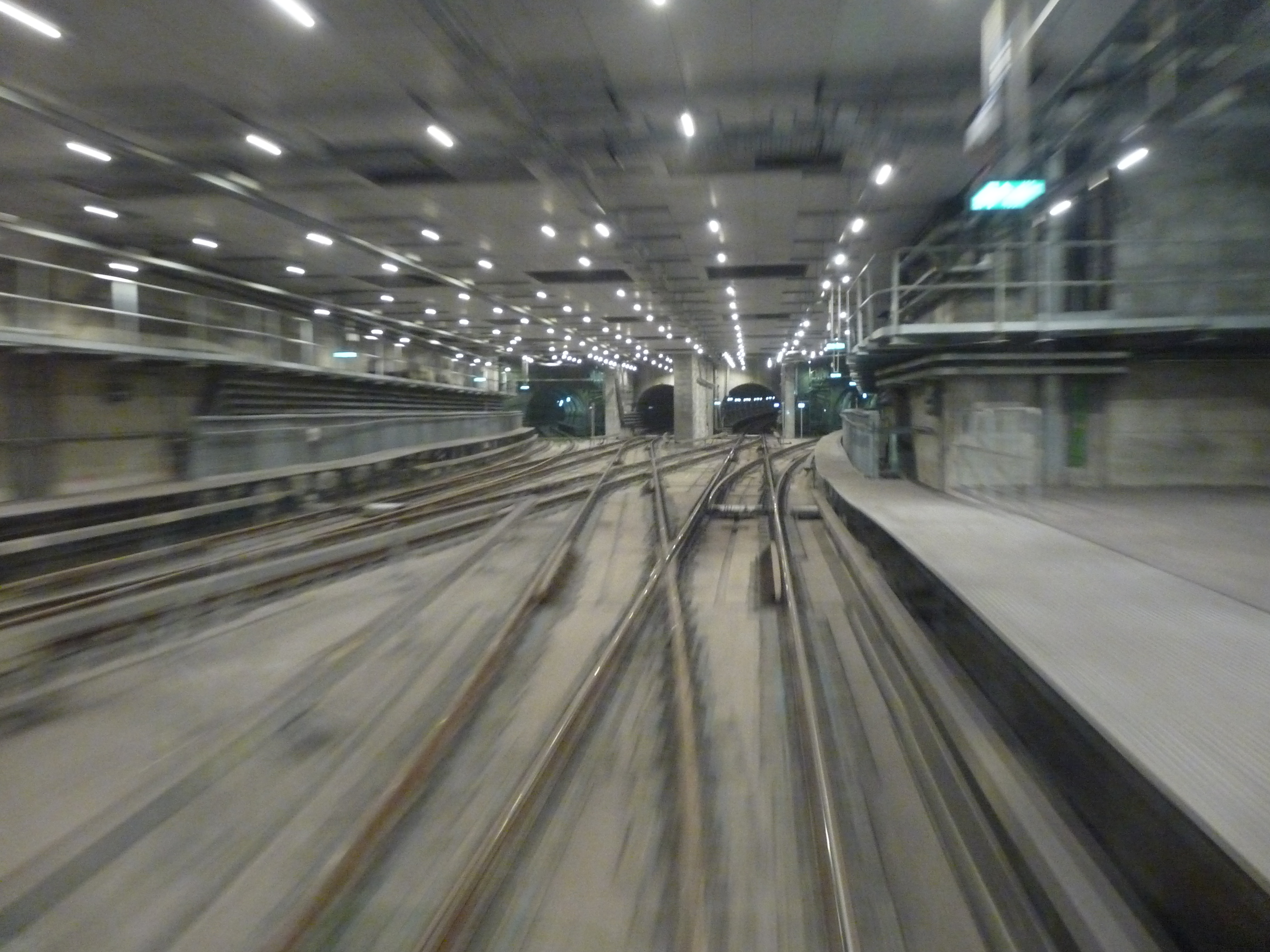
De noordelijke metrosplitsing van lijn M3 (binnenste buizen) en lijn M4 (buitenste buizen).

## Ligging en inrichting
Het station ligt ondergronds 250 m ten noordoosten van het gelijknamige spoorwegstation bij het kruispunt Århusgade/Kalkbrænderihavnsgade en is gebouwd volgens het standaardontwerp van de metro van Kopenhagen. De ondergrondse verdeelhal heeft twee toegangen, de oostelijke bij de fietsenstalling op de Nordhavns Plads en de westelijke bij de spoorbrug over de Århusgade. De oostelijke vaste trap ligt in het verlengde van een reizigerstunnel, die ten opzichte van het perron licht gedraaid ligt, tussen de westelijke toegang en de verdeelhal. Deze reizigerstunnel is, gezien de lengte, voorzien van roltapijten. De lift van de oostelijke toegang verbindt de straat rechtstreeks met het perroneinde. Aan de westkant kunnen de reizigers gebruikmaken van een lift en een vaste trap. De verdeelhal en het perron zijn met roltrappen en een lift onderling verbonden. 
Omdat het standaardontwerp op de eerste twee metrolijnen betekende dat de ondergrondse stations voor reizigers onherkenbaar bleken, werd voor de stations van M3 en M4 gekozen voor een eigen wandbekleding en afwerking per station. Voor de overstappunten op het spoorwegnet werd gekozen voor DSB-rode wandpanelen, die dan ook zijn toegepast in Nordhavn. 
Ten noordoosten van het station lopen de tunnelbuizen in een lichte boog naar de tunnelmond en eenmaal bovengronds ligt eenkruiswissel zodat beide sporen van Orientkaj gebruikt kunnen worden om te keren. Aan de andere kant lopen de tunnelbuizen op een vrij grote onderlinge afstand van elkaar naar het zuidwesten. Het spoor richting het noorden volgt vrijwel de kortste weg tussen de noordelijke splitsing van de lijnen M3 en M4 en Nordhavn. Richting de stad loopt de tunnelbuis onder Trianglen door en neemt daar een ruime boog naar de splitsing onder het noordeinde van de Sortedams Sø. 
København Syd  · Mozarts Plads · Sluseholmen · Enghave Brygge · Havneholmen · København H   · Rådhuspladsen · Gammel Strand · Kongens Nytorv · Marmorkirken · Østerport   · Nordhavn  · Orientkaj